# Jean Dupont (sénateur et pair)
Pour les articles homonymes, voir Jean Dupont et Dupont.
Jean Dupont, comte de l'Empire, né à Lisbonne le 18 février 1737 et mort à Paris le 19 septembre 1819, est un homme politique français, maire d'arrondissement de Paris, puis sénateur.

## Biographie
Jean Dupont naît à Lisbonne le 18 février 1737. Destiné au commerce, il parcourt les différentes contrées d'Europe et vient à Paris vers 1780 fonder une maison de banque qui prospère. 
Emprisonné en 1793, il est délivré par le 9 thermidor, et devient, sous le Directoire, administrateur de la Caisse d'escompte du commerce. En l'an VIII, lors de l'organisation municipale de Paris, il est nommé maire du 7e arrondissement. Membre de la Légion d'honneur le 14 juin 1804 (25 prairial an XII), il est nommé par décret impérial au Sénat conservateur le 14 août 1807. « Notre bonne ville de Paris, disait le message, verra dans le choix de l'un de ses maires le désir que nous avons de lui donner constamment des preuves de notre affection ». 
Le 26 avril 1808, il est créé comte de l'Empire.
Le Comte Dupont entre en 1812 dans le grand conseil d'administration du Sénat.
En 1814, il adhère à l'acte de déchéance de l'empereur, et fait partie le 4 juin 1814 de la première Chambre des pairs de la Restauration. Le 6 janvier 1815, Louis XVIII lui donne la croix de Commandeur de la Légion d'honneur. N'ayant accepté aucune fonction pendant les Cent-Jours, il reprend son siège à la Chambre des Pairs lors de la Seconde Restauration. Il y vote pour la mort du maréchal Ney, et y reste jusqu'à sa mort. 
Jean Dupont meurt à Paris le 19 septembre 1819.

## Titres
- Comte Dupont et de l'Empire (lettres patentes du 26 avril 1808, Bayonne) ;
- Pair de France[2] :
  - Pair « à vie » par l'ordonnance du 4 juin 1814 ;
  - Comte-pair héréditaire (31 août 1817) ;

## Distinctions
- Légion d'honneur[3] :
  - Légionnaire (25 prairial an XII : 14 juin 1804), puis,
  - Officier (5 juillet 1811), puis,
  - Commandeur de la Légion d'honneur (6 janvier 1815).

## Armoiries
| Figure | Blasonnement |
|        | Armes du comte Dupont et de l'Empire Écartelé : au premier des comtes-sénateurs ; au second de gueules à une étoile d'or ; au troisième d'azur au chevron contrebretessé d'argent, accompagné en chef de deux étoiles d'or et en pointe d'une flèche de même ; au quatrième de gueules au gouvernail d'or tenu par une main droite de carnation mouvante du flanc senestre de l'écu. - Livrées : livrées bleu, rouge & jaune. |
|        | Armes du comte Dupont, pair héréditaire Parti, au 1 : d’azur au chevron contre-bretessé d’argent, accompagné de deux étoiles en chef et une flèche en pointe, le tout d’or; au 2: de gueules au dextrochère de carnation mouvant du flanc dextre de l’écu, tenant un gouvernail d’or surmonté d’une étoile du même. OuÉcartelé : aux 1 et 4, de gueules, à un gouvernail d'or, dirigé par une main dextre de carnation, mouv. de senestre ; au 2, de gueules, à une étoile d'or ; au 3, d'azur, au chevron bretessé d'argent, acc. en chef de deux étoiles d'or et en pointe d'une flèche du même. |